# Marinai all'erta
Marinai all'erta (Here Comes the Navy) è un film del 1934 diretto da Lloyd Bacon.
Fu candidato all'Oscar come miglior film nel 1935. Le riprese furono realizzate a Pearl Harbor su una delle navi che venne poi affondata nell'attacco del 7 dicembre 1941, la USS Arizona (BB-39).

## Trama
Un ragazzo cacciatosi in un brutto impaccio con una giovane decide di arruolarsi in marina. Dato il suo carattere irruente all'inizio faticherà ad adattarsi alla disciplina del corpo, ma imparerà a comportarsi e diventerà un eroe.